# 西南中麝鼩
西南中麝鼩（学名：Crocidura vorax），一种分布于中国西南及印度东北、越南、老挝、泰国等地区的小型哺乳动物，隶属于鼩鼱科麝鼩属。

## 分类地位
本种由美国动物学家格洛弗·莫里尔·艾伦（Glover Morrill Allen）于1923年描述发表后，曾被视为中麝鼩（Crocidura russula）的亚种或居氏麝鼩（Crocidura gueldenstaedtii）、克什米尔麝鼩（Crocidura pullata）的同物异名。2001年，学者通过多元分析表明本种应为独立物种。

## 形态特征
西南中麝鼩头体长58～77毫米，尾长43～50毫米。通体皮毛为浅灰褐色，在背部针毛的褐色尖端下面有一条狭窄的灰色带。尾部除的基部三分之二的部分有刚毛外，其余部分覆盖有短毛。